# スカルク・エラスマス
スカルク・エラスマス（Schalk Erasmus、1998年4月15日 - ）は、南アフリカ共和国出身のラグビーユニオン選手。ジャパンラグビーリーグワンのトヨタヴェルブリッツに所属している。

## 略歴
2018年、U20南アフリカ共和国代表としてワールドラグビーU20チャンピオンシップに出場し、銅メダル獲得に貢献する。
2020年からは、加入当時スーパーラグビーに参加していたストーマーズ、ブルズのほか、ウェスタン・プロヴィンス、ブルー・ブルズでの所属を経る。
2022年、クボタスピアーズ船橋・東京ベイに加入。
2023年1月14日に行われたJAPAN RUGBY LEAGUE ONE第4節グリーンロケッツ東葛戦にて先発出場で日本での公式戦初出場を果たして、日本デビュー戦でトライを挙げた。
2025年6月3日、クボタスピアーズ船橋・東京ベイ退団を発表。
2025年8月、トヨタヴェルブリッツに加入。